# أندرو دونكان (بستاني)
أندرو دونكان (بالإنجليزية: Andrew Duncan)‏ هو  نيوزيلندي، ولد في 1834 في اسكتلندا في المملكة المتحدة، وتوفي في 10 ديسمبر 1880 في كرايستشرش في نيوزيلندا.